# Остойя-Сульницкий, Юзеф
Юзеф Остойя-Сульницкий (пол. Józef Ostoja-Sulnicki; 1869 — 26 мая 1920, Варшава, Польская Республика) — польский драматург, переводчик, сценарист, кинорежиссёр

, журналист.

## Биография
Работал корреспондентом нескольких газет. Автор статей о еврейских погромах в Кишинёве (1903) и Одессе (1905).
Занимался переводами для театров английских, немецких, итальянских, французских пьес. Создал ряд драматургических произведений, поставленных на сценах варшавских театров. Один из первых авторов, основанного в 1908 году в Варшаве кабаре «Momus».

## Избранная фильмография

### Режиссёрские работы
- 1911: Антек Клавиш, герой Повислия / Antek Klawisz, bohater Powisla
- 1911: Меир Езофович / Meir Ezofowicz
- 1912: Предрассудки / Przesądy

### Сценарии
- 1911: Меир Езофович / Meir Ezofowicz
- 1912: Предрассудки / Przesądy